# Battaglia di Hastenbeck
La battaglia di Hastenbeck (26 luglio 1757) fu combattuta nel contesto della guerra dei sette anni e fu l'inizio dell'invasione dell'Hannover. Le truppe francesi sconfissero la coalizione dell'Elettorato di Hannover, del Langraviato d'Assia-Kassel e del Ducato di Brunswick.

## Antefatto
I francesi, alleati durante la guerra dei sette anni alla Casa d'Asburgo, all'Impero russo, alla Svezia ed alla Sassonia, invasero la Germania nell'aprile del 1757 con due armate che insieme schieravano circa 100 000 soldati, per distogliere l'attenzione del Regno di Prussia (alleato dell'Elettorato di Hannover e della Gran Bretagna) dal teatro boemo, dove Austria e Prussia stavano combattendo diverse battaglie a (Lobositz, Praga e Kolin).
Una delle due armate, comandata dal duca Carlo di Rohan-Soubise, marciò attraverso la Germania centrale, unendosi all'armata imperiale austriaca (Reichsarmee) comandata da Giuseppe Federico di Sassonia-Hildburghausen. Insieme si scontrarono con un esercito prussiano nella Battaglia di Rossbach subendo una pesante sconfitta.
L'altra armata, comandata dal maresciallo di Francia Louis Charles César Le Tellier, duca d'Estrées, composta da 50 000 soldati, 10 000 cavalieri e 68 cannoni, entrò nell'elettorato di Hannover. Il compito di difendere l'elettorato fu assegnato all'armata di osservazione dell'Hannover, che presidiava i confini, con il solo appoggio nominale di sei battaglioni prussiani, composta da 30 000 soldati, 5000 cavalieri e 28 cannoni, al comando di Guglielmo, duca di Cumberland, figlio del re inglese Giorgio II.
Il duca di Cumberland decise di usare il Weser come linea di difesa, cercando di impedirne l'attraversamento da parte delle truppe francesi, pertanto schierò il grosso delle truppe ad Hamelin (un paio di chilometri da Hastenbeck) e mise i prussiani a guardia di Minden. Nel frattempo, i francesi catturarono Emden il 3 luglio e successivamente Kassel il 15 luglio.
La notte del 7 luglio, approfittando del basso livello delle acque del fiume in quella estate, un forte contingente francese guadò il Weser tra Münden and Hameln, stabilendo una testa di ponte; il resto delle truppe francesi lo seguì nei giorni seguenti. A questo punto, il duca di Cumberland fu costretto a dare battaglia. Nel frattempo, dopo la sconfitta di Kolin, il contingente prussiano era sta richiamato in patria dal re di Prussia.

## La battaglia
Le armate si scontrarono la mattina del 25 luglio. Il comandante del fianco destro francese, François de Chevert, ricevette l'ordine di far uscire le truppe hannoveriane dal villaggio di Voremberg, ma non vi riuscì. Dato che il resto del contingente francese, al comando di Victor-François de Broglie, non aveva ancora terminato di attraversare il fiume, d'Estrées decise di rimandare la battaglia all'indomani.
Il giorno seguente, le truppe di Hannover erano schierate in linea da Hamelin to Voremberg, con il lato destro sul fiume Hamel, il centro del fronte a nord di Hastenbeck, con una batteria di artiglieria protetta dai granatieri, e il lato sinistro sulla collina di Obensburg. Il duca di Cumberland riteneva questa collina impraticabile da truppe in ordine di attacco e quindi scelse di difenderla con tre esigue compagnie di Jäger.
Alle 9 del mattino Chevert, con quattro brigate, attaccò l'Obensburg e sbaragliò facilmente gli Jäger. Cumberland, vistosi minacciato, ordinò alle truppe di riserva ed ai granatieri (che proteggevano i cannoni al centro) di riprendere l'Obensburg, sguarnendo in questo modo il centro dello schieramento.
Cinque brigate di fanteria francese e quattro reggimenti di dragoni appiedati sferrarono l'attacco principale a Voremberg; nel contempo, le truppe francesi al centro attaccarono le postazioni d'artiglieria lasciate indifese, riuscendo a sconfiggerle dopo però essere state respinte più volte. Nel frattempo, l'Obensburg venne ripreso dalla fanteria di riserva di Hannover, che però dovette abbandonare la posizione che ora risultava isolata dalla ritirata di Cumberland.

## Risultato
Le truppe francesi ebbero 614 caduti e 676 feriti, mentre le truppe alleate ebbero 311 caduti, 900 feriti e 200 dispersi.
Come conseguenza, fu stipulata la Convenzione di Kloster-Zeven che portò all'occupazione dell'Hannover. 
Durante la battaglia, Hastenbeck fu quasi completamente distrutta, tranne la chiesa, la canonica ed una fattoria.